# Liste der Monuments historiques in Taupont
Die Liste der Monuments historiques in Taupont führt die Monuments historiques in der französischen Gemeinde Taupont auf.

## Liste der Bauwerke
| Bezeichnung      | Beschreibung | Standort | Kennzeichnung | Schutzstatus | Datum | Bild           |
| ---------------- | ------------ | -------- | ------------- | ------------ | ----- | -------------- |
| Kirche St-Golven |              | (Lage)   | PA00091751    | Classé       | 1990  | weitere Bilder |

## Liste der Objekte
- Monuments historiques (Objekte) in Taupont in der Base Palissy des französischen Kultusministeriums